# Квартира невинних
«Квартира невинних» (тур. Masumlar Apartmanı) — турецький психологічний телесеріал 2020—2022 років, створений OGM Pictures за сценарієм Деніз Маданоглу та Рана Маматлиоглу. В головних ролях — Езгі Мола, Біркан Сокуллу, Мерве Діздар, Фарах Зейнеп Абдуллах, Аслихан Гюрбюз.
Серіал є адаптацією роману «Квартира для сміття» Гюльсерен Будайджиоглу, який був опублікований у 2004 році.
Серіал має 2 сезони. Перша серія вийшла в ефір 15 вересня 2020 року на TRT 1. Завершився 71-м епізодом, який вийшов у ефір 24 травня 2022 року.

## Сюжет
Події серіалу розгортатимуться навколо двох сестер — Сафії та Гюльбен. Незважаючи на родинний зв'язок, вони були дуже різними і у кожної з дівчат існували власні життєві проблеми та нав'язливі ідеї. Крім цього, вони мали принципи, яких дівчата завжди дотримувалися. Також у них є улюблений брат на ім'я Хан. Хлопець завжди дбав про них і свого батька, який був сильно хворий. Хан практично нічого не бачив крім своєї роботи та будинку, до певного моменту, його влаштовувало таке життя. Хан не сумнівався, що все перебуває під його суворим контролем.
Усім трьом вдалося здобути хорошу професію, яка була пов'язана з психологією. Але сестри примудрилися за короткий проміжок часу перетворити своє оточення і життя на справжнє сміття. І все це було зроблено лише для того, щоб самим виглядати чистими. Життя Хана починає змінюватися кардинально після того, як на своєму шляху він зустрічає дівчину Інджі. Він відразу ж закохався в неї і Інджі відповіла йому взаємними почуттями і закохані стали з головою занурюватись у це почуття. Цього разу Хан вирішує йти за власними почуттями і хоче присвятити своє життя своїй коханій.
Родині Дереноглу доведеться зовсім непросто. Вони і так жили щодня наче на голках, а після появи в їхньому будинку Інджі, обстановка стала ще гірше розпалюватися. До цього моменту єдиною сполучною ланкою в цій сім'ї був саме Хан і він завжди прагнув підтримувати порядок і мир між близькими. Іноді йому здавалося, що він живе те життя, яке насправді йому не належить. Завдяки Інджі, йому вдалося подивитися на багато речей інакше.

## Актори та ролі
| Актор                 | Роль                     |
| --------------------- | ------------------------ |
| Езгі Мола             | Сафіє Дереноглу Атач     |
| Біркан Сокуллу        | Хан Дереноглу            |
| Мерве Діздар          | Гюльбен Дереноглу Білен  |
| Фарах Зейнеп Абдуллах | Інджі                    |
| Аслихан Гюрбюз        | Джейлан Онгун Дереноглу  |
| Атілла Шенділ         | Мемдух Тиназ             |
| Тансель Енгель        | Начі Атак                |
| Есра Русан            | Есра Шафак               |
| Угур Узунел           | Есат Білен               |
| Гізем Катмер          | Неріман Дереноглу        |
| Емір Озден            | Еге Оздемір              |
| Біннур Кая            | Доктор Маноля Ядіґароглу |
| Мелиса Шенолсун       | Руя                      |

## Сезони
| Сезон | Епізоди | Епізоди | Оригінальний показ | Оригінальний показ | Оригінальний показ |
| Сезон | Епізоди | Епізоди | Перший показ       | Останній показ     | Мережа             |
| ----- | ------- | ------- | ------------------ | ------------------ | ------------------ |
| 1     | 37      | 37      | 15 вересня 2020    | 8 червня 2021      | TRT 1              |
| 2     | 34      | 34      | 14 вересня 2021    | 24 травня 2022     | TRT 1              |

## Рейтинги серій
| Сезон 1 (2020)     | Сезон 1 (2020)  | Сезон 1 (2020) | Сезон 1 (2020) | Сезон 2 (2021) | Сезон 2 (2021)  | Сезон 2 (2021) | Сезон 2 (2021) |
| Серія              | Рейтинг (TOTAL) | Рейтинг (AB)   | Рейтинг (ABC1) | Серія          | Рейтинг (TOTAL) | Рейтинг (AB)   | Рейтинг (ABC1) |
| ------------------ | --------------- | -------------- | -------------- | -------------- | --------------- | -------------- | -------------- |
| 1.                 | 3.14            | 4.55           | 4.08           | 38.            | 5.67            | 7.14           | 7.58           |
| 2.                 | 8.33            | 11.47          | 10.45          | 39.            | 5.01            | 6.43           | 6.64           |
| 3.                 | 9.86            | 13.39          | 13.86          | 40.            | 5.73            | 7.24           | 7.57           |
| 4.                 | 9.61            | 14.11          | 12.94          | 41.            | 6.69            | 8.17           | 8.36           |
| 5.                 | 9.56            | 14.38          | 13.47          | 42.            | 6.56            | 8.48           | 8.46           |
| 6.                 | 10.44           | 14.37          | 14.00          | 43.            | 6.58            | 8.66           | 8.24           |
| 7.                 | 9.91            | 12.13          | 13.65          | 44.            | 6.30            | 8.43           | 8.26           |
| 8.                 | 10.29           | 12.96          | 13.99          | 45.            | 6.90            | 8.12           | 8.57           |
| 9.                 | 10.68           | 14.64          | 13.79          | 46.            | 6.19            | 7.51           | 7.78           |
| 10.                | 11.21           | 14.80          | 13.83          | 47.            | 6.67            | 7.89           | 7.77           |
| 11.                | 10.85           | 13.71          | 13.72          | 48.            | 5.40            | 6.78           | 7.17           |
| 12.                | 11.38           | 15.68          | 14.59          | 49.            | 5.11            | 6.39           | 7.12           |
| 13.                | 11.45           | 15.68          | 14.98          | 50.            | 5.52            | 7.12           | 7.21           |
| 14.                | 11.00           | 14.39          | 14.46          | 51.            | 6.36            | 7.91           | 8.66           |
| 15.                | 12.20           | 16.58          | 15.36          | 52.            | 6.27            | 6.70           | 7.40           |
| 16.                | 12.31           | 17.48          | 16.42          | 53.            | 5.80            | 6.38           | 7.46           |
| 17.                | 11.68           | 15.39          | 15.43          | 54.            | 5.34            | 6.69           | 6.80           |
| 18.                | 11.35           | 16.14          | 14.92          | 55.            | 6.08            | 6.81           | 7.69           |
| 19.                | 11.41           | 14.14          | 14.57          | 56.            | 5.68            | 6.71           | 6.40           |
| 20.                | 11.33           | 15.24          | 14.31          | 57.            | 4.61            | 5.67           | 6.00           |
| 21.                | 12.04           | 15.79          | 15.04          | 58.            | 4.36            | 5.48           | 5.77           |
| 22.                | 11.09           | 14.12          | 14.32          | 59.            | 3.97            | 5.23           | 5.50           |
| 23.                | 10.83           | 13.99          | 13.73          | 60.            | 3.43            | 4.01           | 4.31           |
| 24.                | 10.55           | 13.33          | 13.83          | 61.            | 4.08            | 4.42           | 5.04           |
| 25.                | 10.27           | 13.40          | 13.57          | 62.            | 4.35            | 5.07           | 5.71           |
| 26.                | 10.47           | 13.32          | 13.69          | 63.            | 3.92            | 5.09           | 5.60           |
| 27.                | 10.23           | 13.79          | 13.50          | 64.            | 3.68            | 4.59           | 4.63           |
| 28.                | 9.59            | 12.21          | 12.30          | 65.            | 3.54            | 4.36           | 4.65           |
| 29.                | 9.04            | 12.18          | 11.38          | 66.            | 3.40            | 4.79           | 4.37           |
| 30.                | 9.06            | 13.66          | 12.48          | 67.            | 3.57            | 4.43           | 4.77           |
| 31.                | 8.88            | 12.61          | 11.60          | 68.            | 2.96            | 3.69           | 3.96           |
| 32.                | 9.18            | 13.58          | 11.94          | 69.            | 3.38            | 4.23           | 4.40           |
| 33.                | 7.95            | 11.48          | 10.85          | 70.            | 3.32            | 4.39           | 4.62           |
| 34.                | 8.25            | 11.74          | 10.96          | 71. (фінал)    | 3.42            | 4.34           | 4.66           |
| 35.                | 8.42            | 11.40          | 10.72          | 71. (фінал)    | 3.42            | 4.34           | 4.66           |
| 36.                | 7.61            | 9.66           | 9.84           | 71. (фінал)    | 3.42            | 4.34           | 4.66           |
| 37. (фінал сезону) | 7.63            | 10.00          | 9.99           | 71. (фінал)    | 3.42            | 4.34           | 4.66           |

## Нагороди
| Нагороди | Нагороди                       | Нагороди                             | Нагороди                             | Нагороди  |
| Рік      | Премія                         | Категорія                            | Номінант                             | Результат |
| -------- | ------------------------------ | ------------------------------------ | ------------------------------------ | --------- |
| 2021 рік | 47 Нагорода «Золотий метелик». | Найкращий серіал                     | Квартира невинних                    | Номінація |
| 2021 рік | 47 Нагорода «Золотий метелик». | Найкращий актор                      | Біркан Сокуллу                       | Номінація |
| 2021 рік | 47 Нагорода «Золотий метелик». | Найкраща акторка                     | Езгі Мола                            | Перемога  |
| 2021 рік | 47 Нагорода «Золотий метелик». | Найкраща акторка                     | Мерве Діздар                         | Перемога  |
| 2021 рік | 47 Нагорода «Золотий метелик». | Найкращий сценарій                   | Деніз Маданоглу, Рана Маматлиоглу.   | Номінація |
| 2021 рік | 47 Нагорода «Золотий метелик». | Найкращий режисер                    | Чагри Вила Лостували, Джигдем Бозалі | Перемога  |
| 2021 рік | 47 Нагорода «Золотий метелик». | Найкраща музика                      | Альп Єньєр                           | Перемога  |
| 2021 рік | 47 Нагорода «Золотий метелик». | Кращий дитячий актор                 | Ейлюль Сеночак                       | Номінація |
| 2021 рік | 47 Нагорода «Золотий метелик». | Кращий дитячий актор                 | Беркай Челал Четін                   | Номінація |
| 2021 рік | 47 Нагорода «Золотий метелик». | Кращий дитячий актор                 | Ясемін Ніл Юксель                    | Номінація |
| 2021 рік | 25 Нагорода «Золота лінза».    | Найкращий серіал року                | Квартира невинних                    | Перемога  |
| 2021 рік | 25 Нагорода «Золота лінза».    | Найкраща акторка року серіалу, жінка | Езгі Мола                            | Перемога  |
| 2021 рік | 25 Нагорода «Золота лінза».    | Кращий актор року серіалу, чоловік   | Біркан Сокуллу                       | Перемога  |
| 2022     | 48. Премія «Золотий метелик»   | Найкращий серіал                     | Квартира невинних                    | Номінація |
| 2022     | 48. Премія «Золотий метелик»   | Найкраща акторка                     | Езгі Мола                            | Номінація |
| 2022     | 48. Премія «Золотий метелик»   | Найкраща пара серіалу                | Аслихан Гюрбюз, Биркан Сокуллу       | Номінація |